# Pseudenaria
Pseudenaria är ett släkte av skalbaggar. Pseudenaria ingår i familjen Melolonthidae.
Dessa insekter förekommer främst på Madagaskar. De lever där i fuktiga städsegröna skogar. Exemplaren vistas i kulliga landskap och i bergstrakter. Det finns arter som lever i en begränsad region och arter som har en större utbredning.
Kroppslängden ligger vanligen mellan 15 och 19 mm. De har en mörkbrun färg. Typisk för hannar är antenner som liknar en klubba i formen och som har 6 segment.
Arter enligt Catalogue of Life:
- Pseudenaria bidens
- Pseudenaria catalai
- Pseudenaria fairmairei
- Pseudenaria maculata
- Pseudenaria ornatipennis
- Pseudenaria sogai
- Pseudenaria unguicularis
- Pseudenaria vadoni